# 特赖普
特赖普是巴西阿拉戈斯州的一个市镇。总面积697.84平方公里，总人口24460人，人口密度35.1人/平方公里。